# Marie Prevost

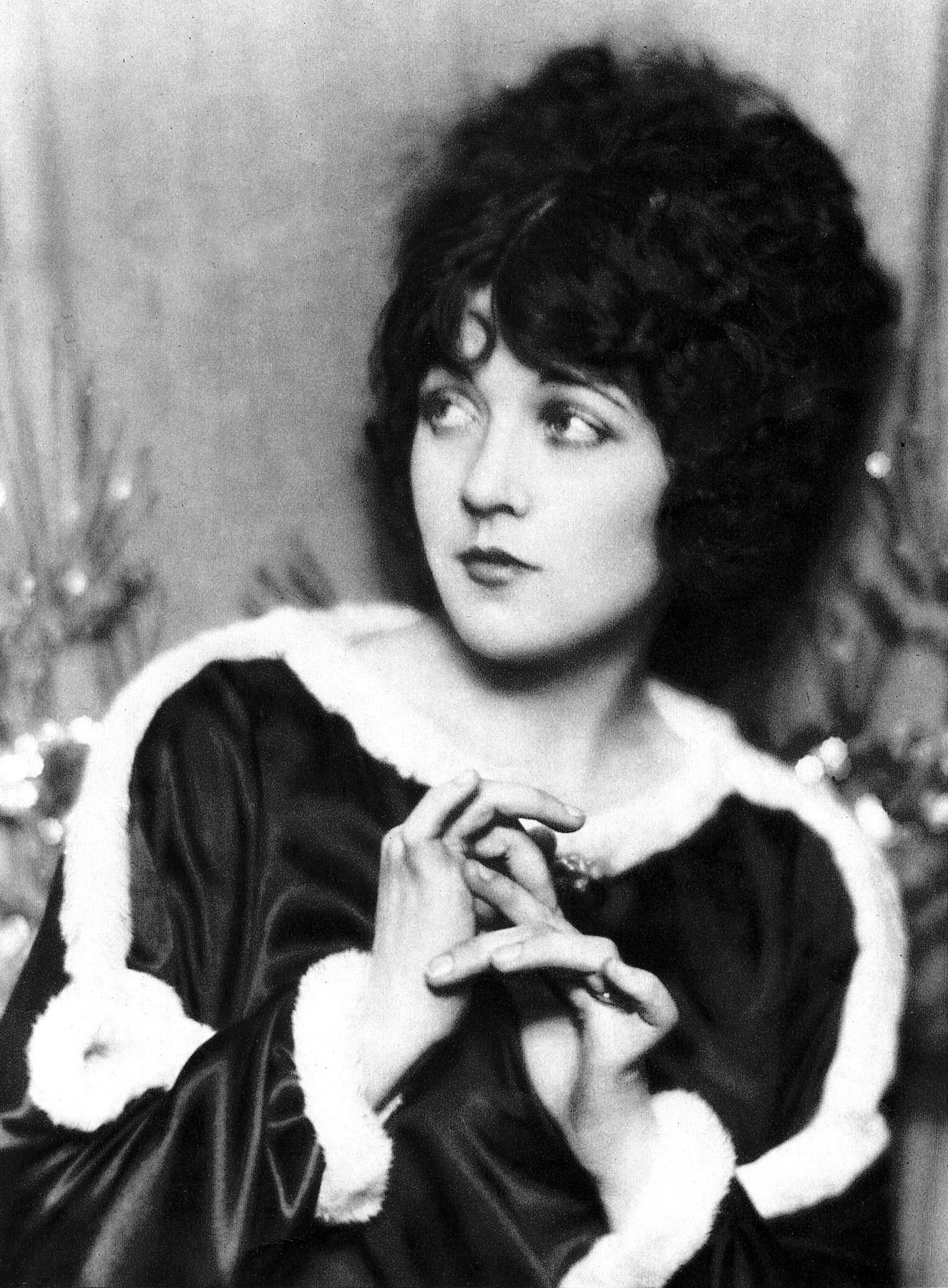
Marie Prevost (1924)

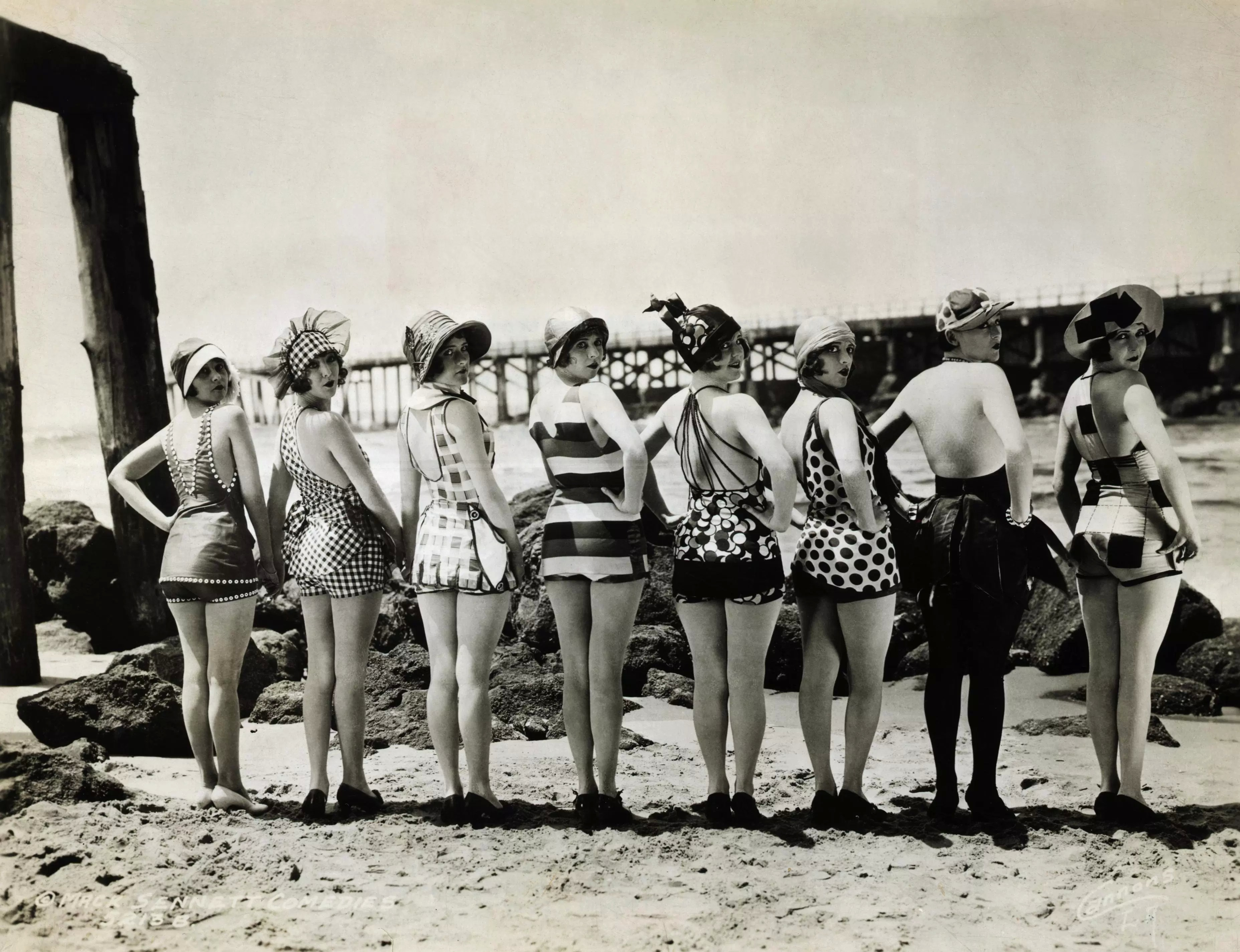
Mack Sennets Bathing Beauties

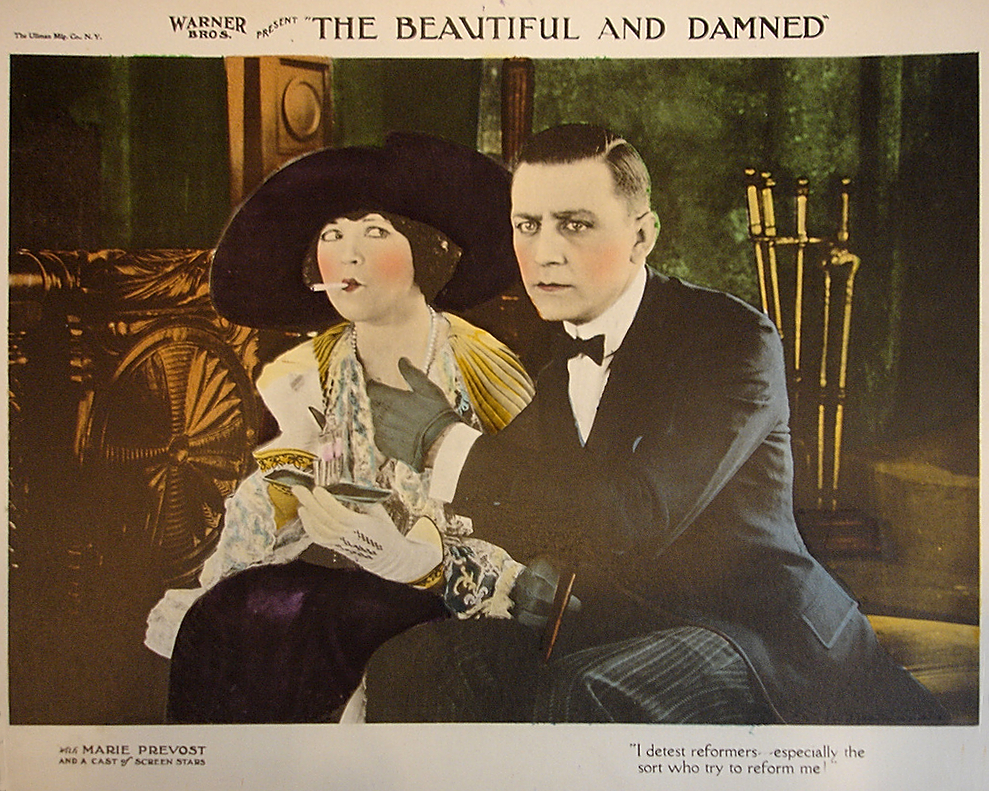
Mit ihrem zweiten Mann, Kenneth Harlan (1922)

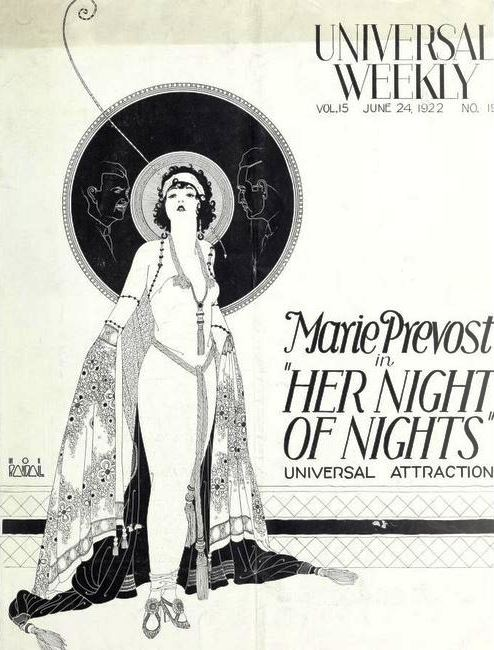
Filmplakat zu Her Night of Nights (1922)

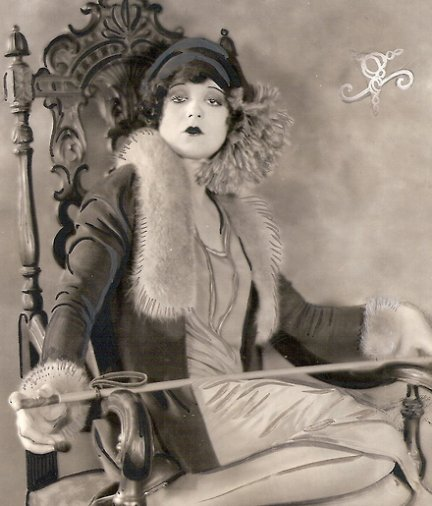
Undatierte Fotografie

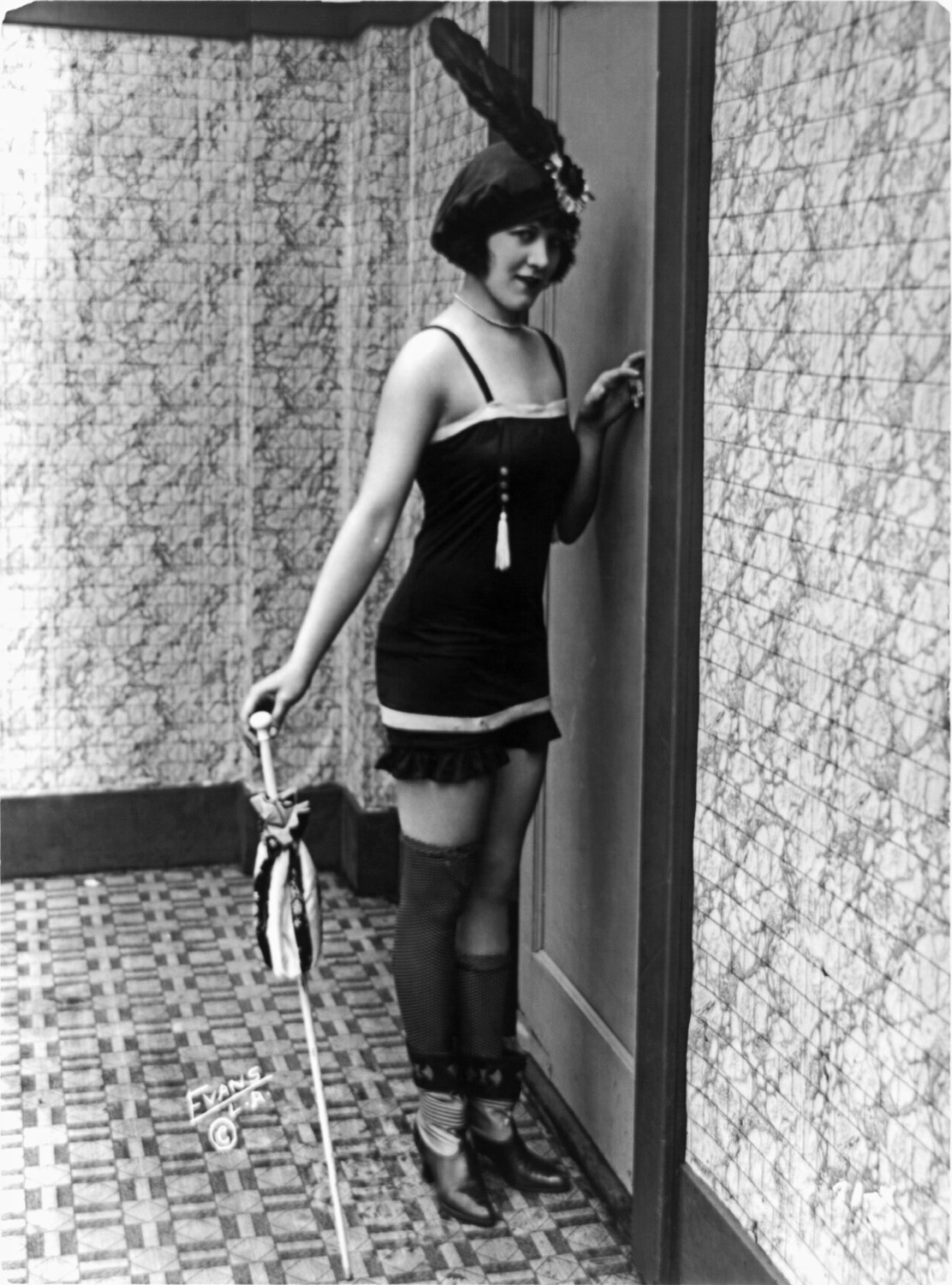
Fotografiert von Nelson Evans, 1918

Marie Prevost (* 8. November 1896 in Sarnia, Ontario, Kanada, als Mary Bickford Dunn; † 23. Januar 1937 in Hollywood, Kalifornien, USA) war eine kanadische Schauspielerin. Als Stummfilmstar erreichte sie in den 1920er Jahren den Höhepunkt ihrer Karriere. Marie Prevost starb im Alter von 40 Jahren an den Folgen von Alkoholmissbrauch.

## Frühe Jahre
Marie Prevost wurde unter dem Namen Mary Bickford Dunn am 8. November 1896 geboren und besuchte eine katholische Klosterschule. Nach dem Tod ihres Vaters zog ihre Mutter mit den beiden Töchtern nach Los Angeles, wo Prevost zunächst als Stenografin Arbeit fand. Auf der Suche nach Möglichkeiten ins Filmgeschäft einzusteigen, stellte sie sich bei dem Filmproduzenten Mack Sennett vor. Er verlieh ihr das Image einer Französin und gab ihr den Künstlernamen Marie Prevost.
In seinen Keystone Studios produzierte Sennett damals Slapstickfilme, die für viele spätere Stars wie Charlie Chaplin und Gloria Swanson, ebenso wie für Marie Prevost als Einstieg ins Filmgeschäft dienten. Prevost war zu Beginn eines der Mädchen, die als Bathing Beauties in Badeanzügen in komödiantischen Kurzfilmen auftraten und sich in provokanten Posen präsentierten.
Bevor Marie Prevost sich im Filmgeschäft etablieren konnte, verdiente sie als Fotomodell, z. B. für den bekannten Starfotografen Nelson Evans, sowie als Pin-up-Model zusätzlich Geld.
Im Juni 1918 heiratete sie Henry Charles „Sonny“ Gerke. Diese Ehe verlief aber problematisch, weil für Marie Prevost immer ihre Karriere Vorrang hatte.
Als erstes bedeutendes Studio nahm Universal Studios sie unter Vertrag.

## Weltruhm
1922 unterzeichnete Marie Prevost einen Vertrag mit Warner Bros., wo sie schnell eine der bevorzugten Schauspielerinnen des Regisseurs Ernst Lubitsch wurde. Durch Prevosts Rollen in dessen Stummfilmen Die Ehe im Kreise (1924), Drei Frauen (1924) und Küß’ mich noch einmal (1925) erlangte sie große Bekanntheit.
Ihr Look entsprach dem damaligen Zeitgeist. Sie arbeitete für weitere namhafte Regisseure wie Frank Capra, Cecil B. DeMille, Mervyn LeRoy und Malcolm St. Clair und hatte Co-Stars wie den Stummfilmdarsteller Harrison Ford an ihrer Seite.
Auch privat ging es Marie Prevost in den frühen 1920er Jahren gut; ihr erster Mann, Sonny Gerke, hatte die Scheidung eingereicht und sie war bei den Dreharbeiten zu The Beautiful and the Dammed (1924) ihrem Schauspielerkollegen und Co-Star, Kenneth Harlan, näher gekommen. Die beiden heirateten im Herbst 1924 und standen 1925 für den Film Bobbed Hair ein zweites Mal gemeinsam vor der Kamera.
Als sie sich 1926 mit dem Produzenten und Drehbuchautor Al Christie in Florida aufhielt, erreichte Prevost die Nachricht vom Tod ihrer Mutter. Sie war bei einem Autounfall ums Leben gekommen. Dies war ein Wendepunkt in Prevosts Leben. Ihre Ehe geriet in eine Krise und schließlich einigten Kenneth Harlan und sie sich auf die Scheidung. Ihre Neigung zu Depressionen führte dazu, dass sie zunehmend Alkoholprobleme bekam.

## Abstieg
Als Folge davon wurde Marie Prevost immer seltener gebucht – auch weil sie durch den Alkoholkonsum spätestens 1929 deutlich zugenommen hatte. Es wurde auch behauptet, sie hätte keine geeignete Stimme für Tonaufnahmen.
In den 1930er Jahren war sie noch als Nebendarstellerin in Filmen mit Jean Harlow, Joan Crawford und Clark Gable zu sehen. Ihr Kampf gegen die Alkoholsucht und das Übergewicht machten ihr zunehmend zu schaffen. Sie versuchte abzunehmen, konnte jedoch nicht auf den Alkohol verzichten. Am Ende ihres Lebens war sie zwar nicht mehr übergewichtig, es war ihr jedoch nicht gelungen, ihr Alkoholproblem in den Griff zu bekommen.
Bis zum Jahr 1936 hatte sie in rund 120 Produktionen mitgewirkt und einen Stern auf dem Hollywood Walk of Fame erhalten.

## Tod
Am 23. Januar 1937 starb Marie Prevost im Alter von 40 Jahren an der Kombination von Mangelernährung und übermäßigem Alkoholkonsum. Nach Angaben der Los Angeles Times waren zwei Tage vergangen, bevor sie bekleidet und auf dem Bauch liegend auf ihrem Bett gefunden wurde. Nachbarn waren durch das laute Bellen ihres Dackels „Maxi“ aufmerksam geworden, dessen Bissspuren darauf schließen ließen, dass er sich bemüht hatte sie aufzuwecken.
Die Umstände ihres Todes wurden unter anderem von Kenneth Anger in seinem Buch Hollywood Babylon, in dem er die Filmszene von Hollywood bis etwa 1950 behandelt, aufgegriffen. Seiner Darstellung nach hatte Prevost sich am Ende ihres Lebens nur noch gequält, bevor sie in ihrem Apartment halb von ihrem Dackel gefressen worden sei, bis man sie fand. Illustriert war das Ganze mit einem Foto der Toten und dem Untertitel Doggie’s Dinner. Diese Form der Darstellung sorgte auch über 20 Jahre nach ihrem Tod noch für wütende Reaktionen ihrer Fans.
Wie dieser Todesfall einer Stummfilmgröße präsentiert wurde, weckte jedoch auch die Aufmerksamkeit von Nick Lowe, der ihr auf seinem ersten Album Jesus of Cool den Song Marie Provost widmete. Er nannte sie darin nicht nur einen Engel des Stummfilms (angel of the silent screen), sondern griff auch die Behauptung wieder auf, sie sei zum doggie’s dinner geworden und schrieb ihren Namen falsch.
Das Grab von Marie Prevost befindet sich auf  dem Hollywood Forever Cemetery.

## Filmografie (Auswahl)
- 1924: Die Ehe im Kreise (The Marriage Circle)
- 1924: Kinder der Freude (Daughters of Pleasure)
- 1924: Ein Mädchen aus gutem Hause (Tarnish)
- 1924: Drei Frauen; auch: Die Frau, die Freundin und die Dirne (Three Women)
- 1924: Die kleine Kanaille (The Dark Swan)
- 1925: Küß’ mich noch einmal; auch: Liebe nach Noten (Kiss Me Again)
- 1926: Nana
- 1927: Das Wochenendliebchen (Night Bride)
- 1928: The Racket
- 1929: Das gottlose Mädchen (The Godless Girl)
- 1930: Ladies of Leisure
- 1930: Die Königin der Unterwelt (Paid)
- 1931: Die Sünde der Madelon Claudet (The Sin of Madelon Claudet)
- 1931: Vollblut (Sporting Blood)
- 1931: Wolkenstürmer (Hell Divers)
- 1933: Eine Frau vergisst nicht (Only Yesterday)
- 1935: Liebe im Handumdrehen (Hands Across the Table)